# Khris Middleton
Pour les articles homonymes, voir Middleton.
James Khristian « Khris » Middleton, né le 12 août 1991 à Charleston en Caroline du Sud, est un joueur américain de basket-ball évoluant au poste d'ailier pour les Wizards de Washington.

## Biographie

### Pistons de Détroit (2012-2013)
Middleton est sélectionné par les Pistons de Détroit à la 39e position de la draft 2012 de la NBA. Le 15 août 2012, il signe un contrat rookie avec les Pistons. Le 21 décembre, il est envoyé chez les Mad Ants de Fort Wayne en D-League. Une semaine plus tard, il est rappelé par les Pistons. Il finit sa première saison en NBA en ayant participé à vingt-sept matchs avec des moyennes de 6,1 points, 1,9 rebond et 1,0 passe décisive en 17,3 minutes par match.

### Bucks de Milwaukee (2013-février 2025)
Le 31 juillet 2013, Middelton est transféré, avec Brandon Knight et Vyacheslav Kravtsov, aux Bucks de Milwaukee, en échange du meneur Brandon Jennings. Middleton participe aux 82 matchs de la saison et est titularisé à 64 reprises. Il termine la saison avec des moyennes de 12,1 points, 3,8 rebonds, 2,1 passes décisives et 1,0 interception en 30,0 minutes par match.
Le 15 décembre 2014, les Bucks sont menés d'un point chez les Suns de Phoenix alors qu'il reste quatre secondes à jouer. Middleton marque un buzzer beater à trois points et donne la victoire à son équipe 96 à 94. En 29 minutes et en sortant du banc, il marque quatorze points, distribue trois passes décisives, prend un rebond et intercepte un ballon.
Le 1er juillet 2015, il resigne un contrat de 70 millions de dollars sur 5 ans avec les Bucks.
Le 1er juillet 2019, il se réengage avec les Bucks de Milwaukee pour une durée de 5 ans et 178 millions de dollars.
Le 23 juillet 2021, il devient champion NBA pour la première fois avec les Bucks de Milwaukee ainsi que champion olympique avec les États-Unis la même année.
En juillet 2023, il prolonge avec les Bucks via un contrat de 102 millions de dollars sur trois saisons.

### Wizards de Washington (depuis février 2025)
Le 5 février 2025, il est échangé avec son coéquipier AJ Johnson aux Wizards de Washington contre Kyle Kuzma, Patrick Baldwin Jr. et un second tour de draft.
Ce transfert est perçu par beaucoup d'observateurs comme la "fin d'une ère", les Bucks transférant volontairement le troisième meilleur marqueur de leur histoire, avec 12586 points inscrits pour 735 matchs joués en 11 saisons et demi d'apparitions sous les couleurs de Milwaukee.

## Palmarès

### Universitaire
- All-Big 12 Second Team (2011)

### NBA
- Champion NBA en 2021.
- Champion de la Conférence Est en 2021.
- 5 x Champion de la Division Centrale en 2019, 2020, 2021, 2022, 2023.

### Sélection nationale
- Médaille d'or aux Jeux olympiques 2020.

### Distinctions Personnelles
- 3 sélections au NBA All-Star Game en 2019, 2020 et 2022

## Statistiques

### Universitaires
Les statistiques de Khris Middleton en matchs universitaires sont les suivantes :
| Saison    | Équipe | Matchs | Titul. | Min./m | % Tir | % 3pts | % LF | Rbds/m. | Pass/m. | Int/m. | Ctr/m. | Pts/m. |
| --------- | ------ | ------ | ------ | ------ | ----- | ------ | ---- | ------- | ------- | ------ | ------ | ------ |
| 2009-2010 | Texas  | 34     | 21     | 20,9   | 41,6  | 32,4   | 75,0 | 3,71    | 1,09    | 0,85   | 0,29   | 7,21   |
| 2010-2011 | Texas  | 33     | 33     | 29,6   | 44,9  | 36,1   | 78,4 | 5,24    | 2,82    | 1,18   | 0,06   | 14,27  |
| 2011-2012 | Texas  | 20     | 15     | 28,8   | 41,5  | 26,0   | 75,0 | 4,95    | 2,25    | 0,95   | 0,25   | 13,15  |
| Total     | Total  | 87     | 69     | 26,0   | 43,0  | 32,1   | 76,8 | 4,57    | 2,01    | 1,00   | 0,20   | 11,25  |

### Professionnelles

#### NBA

##### Saison régulière
Le tableau suivant présente les statistiques individuelles de Khris Middleton pendant sa carrière professionnelle en saison régulière.
| Champion NBA |

gras = ses meilleures performances
| Saison        | Équipe        | Matchs | Titul. | Min./m | % Tir | % 3pts | % LF  | Rbds/m. | Pass/m. | Int/m. | Ctr/m. | Pts/m. |
| ------------- | ------------- | ------ | ------ | ------ | ----- | ------ | ----- | ------- | ------- | ------ | ------ | ------ |
| 2012-2013     | Détroit       | 27     | 0      | 17,6   | 44,0  | 31,1   | 84,4  | 1,90    | 1,00    | 0,60   | 0,10   | 6,10   |
| 2013-2014     | Milwaukee     | 82     | 64     | 30,0   | 44,0  | 41,4   | 86,1  | 3,80    | 2,10    | 1,00   | 0,20   | 12,10  |
| 2014-2015     | Milwaukee     | 79     | 58     | 30,1   | 46,7  | 40,7   | 85,9  | 4,40    | 2,30    | 1,50   | 0,10   | 13,40  |
| 2015-2016     | Milwaukee     | 79     | 79     | 36,1   | 44,4  | 39,6   | 88,8  | 3,80    | 4,20    | 1,70   | 0,20   | 18,20  |
| 2016-2017     | Milwaukee     | 29     | 23     | 30,7   | 45,0  | 43,3   | 88,0  | 4,20    | 3,40    | 1,40   | 0,20   | 14,70  |
| 2017-2018     | Milwaukee     | 82     | 82     | 36,4   | 46,6  | 35,9   | 88,4  | 5,20    | 4,00    | 1,50   | 0,30   | 20,10  |
| 2018-2019     | Milwaukee     | 77     | 77     | 31,1   | 44,1  | 37,8   | 83,7  | 6,00    | 4,30    | 1,00   | 0,10   | 18,30  |
| 2019-2020     | Milwaukee     | 62     | 59     | 29,9   | 49,7  | 41,5   | 91,6  | 6,20    | 4,30    | 0,90   | 0,10   | 20,90  |
| 2020-2021     | Milwaukee     | 68     | 68     | 33,4   | 47,6  | 41,4   | 89,8  | 6,00    | 5,40    | 1,10   | 0,10   | 20,40  |
| 2021-2022     | Milwaukee     | 66     | 66     | 32,4   | 44,3  | 37,3   | 89,0  | 5,40    | 5,40    | 1,20   | 0,30   | 20,10  |
| 2022-2023     | Milwaukee     | 33     | 19     | 24,3   | 43,6  | 31,5   | 90,2  | 4,20    | 4,90    | 0,70   | 0,20   | 15,10  |
| Carrière      | Carrière      | 684    | 595    | 31,4   | 45,7  | 38,8   | 88,2  | 4,80    | 3,80    | 1,20   | 0,20   | 17,00  |
| All-Star Game | All-Star Game | 3      | 0      | 21,7   | 35,7  | 40,0   | 100,0 | 3,70    | 2,70    | 0,00   | 0,00   | 10,00  |

##### Playoffs
| Champion NBA |

Le tableau suivant présente les statistiques individuelles de Khris Middleton pendant sa carrière professionnelle en playoffs.
gras = ses meilleures performances
| Saison   | Équipe    | Matchs | Titul. | Min./m | % Tir | % 3pts | % LF  | Rbds/m. | Pass/m. | Int/m. | Ctr/m. | Pts/m. |
| -------- | --------- | ------ | ------ | ------ | ----- | ------ | ----- | ------- | ------- | ------ | ------ | ------ |
| 2015     | Milwaukee | 6      | 6      | 38,7   | 38,0  | 32,4   | 93,3  | 3,70    | 2,00    | 2,30   | 0,50   | 15,80  |
| 2017     | Milwaukee | 6      | 6      | 38,5   | 39,7  | 36,8   | 81,8  | 4,70    | 5,30    | 2,00   | 0,00   | 14,50  |
| 2018     | Milwaukee | 7      | 7      | 39,3   | 59,8  | 61,0   | 73,7  | 5,10    | 3,10    | 0,90   | 0,70   | 24,70  |
| 2019     | Milwaukee | 15     | 15     | 34,3   | 41,8  | 43,5   | 88,5  | 6,30    | 4,40    | 0,60   | 0,00   | 16,90  |
| 2020     | Milwaukee | 10     | 10     | 35,5   | 39,4  | 35,4   | 82,6  | 6,90    | 6,00    | 1,10   | 0,20   | 20,30  |
| 2021     | Milwaukee | 23     | 23     | 40,1   | 43,8  | 34,3   | 88,7  | 7,60    | 5,10    | 1,50   | 0,20   | 23,60  |
| 2022     | Milwaukee | 2      | 2      | 36,0   | 41,7  | 42,9   | 100,0 | 5,00    | 7,00    | 1,50   | 0,00   | 14,50  |
| 2023     | Milwaukee | 5      | 5      | 34,6   | 46,5  | 40,6   | 86,7  | 6,40    | 6,20    | 0,60   | 0,00   | 23,80  |
| Carrière | Carrière  | 74     | 74     | 37,5   | 43,8  | 39,2   | 86,3  | 6,30    | 4,80    | 1,30   | 0,20   | 20,30  |

#### D-League
| Saison    | Équipe     | Matchs | Titul. | Min./m | % Tir | % 3pts | % LF | Rbds/m. | Pass/m. | Int/m. | Ctr/m. | Pts/m. |
| --------- | ---------- | ------ | ------ | ------ | ----- | ------ | ---- | ------- | ------- | ------ | ------ | ------ |
| 2012-2013 | Fort Wayne | 3      | 3      | 26,3   | 34,0  | 14,3   | 0,0  | 7,67    | 3,00    | 0,67   | 0,33   | 11,00  |
| Total     | Total      | 3      | 3      | 26,3   | 34,0  | 14,3   | 0,0  | 7,67    | 3,00    | 0,67   | 0,33   | 11,00  |

Dernière mise à jour : 21 août 2021

## Records sur une rencontre en NBA
Les records personnels de Khris Middleton en NBA sont les suivants, :
| Type de statistique        | Saison régulière | Saison régulière          | Saison régulière | Playoffs | Playoffs           | Playoffs        |
| Type de statistique        | Record           | Adversaire                | Date             | Record   | Adversaire         | Date            |
| -------------------------- | ---------------- | ------------------------- | ---------------- | -------- | ------------------ | --------------- |
| Points                     | 51               | Wizards de Washington     | 28 janvier 2020  | 42       | @ Pacers d'Indiana | 26 avril 2024   |
| Paniers marqués            | 16               | 3 fois                    | 3 fois           | 15       | 2 fois             | 2 fois          |
| Paniers tentés             | 28               | 2 fois                    | 2 fois           | 33       | Suns de Phoenix    | 14 juillet 2021 |
| Paniers à 3 points réussis | 8                | Timberwolves du Minnesota | 4 mars 2016      | 7        | Celtics de Boston  | 30 avril 2019   |
| Paniers à 3 points tentés  | 12               | 2 fois                    | 2 fois           | 12       | 2 fois             | 2 fois          |
| Lancers francs réussis     | 15               | Rockets de Houston        | 29 février 2016  | 11       | 2 fois             | 2 fois          |
| Lancers francs tentés      | 15               | Rockets de Houston        | 29 février 2016  | 12       | 2 fois             | 2 fois          |
| Rebonds offensifs          | 4                | 3 fois                    | 3 fois           | 4        | @ Nets de Brooklyn | 19 juin 2021    |
| Rebonds défensifs          | 13               | 2 fois                    | 2 fois           | 15       | Nets de Brooklyn   | 10 juin 2021    |
| Rebonds totaux             | 14               | 2 fois                    | 2 fois           | 15       | Nets de Brooklyn   | 10 juin 2021    |
| Passes décisives           | 12               | @ Nuggets de Denver       | 8 février 2021   | 10       | Raptors de Toronto | 23 mai 2019     |
| Interceptions              | 6                | @ Knicks de New York      | 10 avril 2015    | 5        | 3 fois             | 3 fois          |
| Contres                    | 2                | 11 fois                   | 11 fois          | 2        | 2 fois             | 2 fois          |
| Balles perdues             | 9                | @ Jazz de l'Utah          | 5 février 2016   | 7        | 2 fois             | 2 fois          |
| Minutes jouées             | 55               | @ Nets de Brooklyn        | 20 mars 2015     | 52       | @ Nets de Brooklyn | 19 juin 2021    |

- Double-double : 60 (dont 17 en playoffs)
- Triple-double : 2

Dernière mise à jour : 30 avril 2024

## Salaires
Les gains de Khris Middleton en carrière sont les suivants :
| Année       | Équipe             | Salaire       |
| ----------- | ------------------ | ------------- |
| 2012-2013   | Pistons de Détroit | 473 604 $     |
| 2013-2014   | Bucks de Milwaukee | 788 872 $     |
| 2014-2015   | Bucks de Milwaukee | 915 243 $     |
| 2015-2016   | Bucks de Milwaukee | 15 000 000 $  |
| 2016-2017   | Bucks de Milwaukee | 15 200 000 $  |
| 2017-2018   | Bucks de Milwaukee | 14 100 000 $  |
| 2018-2019   | Bucks de Milwaukee | 13 000 000 $  |
| 2019-2020   | Bucks de Milwaukee | 30 603 448 $  |
| 2020-2021   | Bucks de Milwaukee | 33 051 724 $  |
| 2021-2022   | Bucks de Milwaukee | 35 500 000 $  |
| Total Gains | Total Gains        | 158 632 891 $ |
| 2022-2023   | Bucks de Milwaukee | 37 948 276 $  |
| 2023-2024   | Bucks de Milwaukee | 40 396 552 $  |

- italique : option joueur